# Campionati europei di canoa/kayak sprint 2013
I Campionati europei di canoa/kayak sprint 2013 sono stati la 25ª edizione della manifestazione. Si sono svolti a Montemor-o-Velho, in Portogallo, dal 14 al 16 giugno 2013.

## Programma
| Giorno         | Ora | Eventi              |
| -------------- | --- | ------------------- |
| 14 giugno 2013 | C1 1000 m, K1 1000 m, C2 1000 m, K2 1000 m, C1 500 m, K1 500 m, K4 1000 m, C2 500 m, K2 500 m maschili                   | Batterie/Semifinali |
| 14 giugno 2013 | K1 1000 m, K4 500 m, K1 500 m, K2 500 m femminili                                                                        | Batterie/Semifinali |
| 15 giugno 2013 | C1 1000 m, K1 1000 m, C2 1000 m, K2 1000 m, C4 1000 m maschili                                                           | Finali              |
| 15 giugno 2013 | K1 1000 m, K2 1000 m, K4 500 m femminili                                                                                 | Finali              |
| 15 giugno 2013 | C1 200 m, K1 200 m, C2 200 m, K2 200 m maschili                                                                          | Batterie/Semifinali |
| 15 giugno 2013 | K1 200 m, K2 200 m femminili                                                                                             | Batterie/Semifinali |
| 16 giugno 2013 | C1 500 m, K1 500 m, K4 1000 m, C2 500 m, K2 500 m, C1 200 m, K1 200 m, C2 200 m, K2 200 m, C1 5000 m, K1 5000 m maschili | Finali              |
| 16 giugno 2013 | C2 500 m, K1 500 m, K2 500 m, C1 200 m, K1 200 m, K2 200 m, K1 5000 m femminili                                          | Finali              |

## Podi

### Uomini
| Evento    | Oro                                                                                  | Tempo     | Argento                                                                | Tempo     | Bronzo                                                                   | Tempo     |
| Canoa     |                                                                                      |           |                                                                        |           |                                                                          |           |
| C1 200 m  | Jevgenijus Šuklinas                                                                  | 41"676    | Valentin Dem'janenko                                                   | 41"726    | Andrej Krajtor                                                           | 42!36     |
| C1 500 m  | Martin Fuksa                                                                         | 1'51"693  | Dzjanis Haraža                                                         | 1'51"763  | Marcin Grzybowski                                                        | 1'52"693  |
| C1 1000 m | Martin Fuksa                                                                         | 3'52"046  | Mathieu Goubel                                                         | 3'53"741  | Marcin Grzybowski                                                        | 3'54"421  |
| C1 5000 m | Sebastian Brendel                                                                    | 22'57"583 | Marcin Grzybowski                                                      | 23'07"102 | Florin Comănici                                                          | 23'16"729 |
| C2 200 m  | Russia Aleksandr Kovalenko Nikolaj Lipkin                                            | 37"364    | Bielorussia Dzmitryj Rabčanka Aljaksandr Vaučetski                     | 37"784    | Germania Robert Nuck Stefan Holtz                                        | 38"219    |
| C2 500 m  | Russia Aleksej Korovaškov Ivan Štyl'                                                 | 1'42"206  | Romania Alexandru Dumitrescu Victor Mihalachi                          | 1'44"771  | Polonia Tomasz Kaczor Vincent Słomiński                                  | 1'45"426  |
| C2 1000 m | Russia Aleksej Korovaškov Il'ja Pervuchin                                            | 3'33"548  | Ungheria Henrik Vasbányai Róbert Mike                                  | 3'33"898  | Romania Alexandru Dumitrescu Victor Mihalachi                            | 3'36"453  |
| C4 1000 m | Bielorussia Dzmitryj Rabčanka Dzjanis Haraža Dzmitryj Vajciškin Aljaksandr Vaučetski | 3'23"773  | Romania Florin Comănici Gabriel Gheoca Cătălin Costache Iosif Chirilă  | 3'24"498  | Ucraina Vitalij Verheles Denys Kovalenko Denys Kamerylov Eduard Šemetylo | 3'24"628  |
| Kayak     |                                                                                      |           |                                                                        |           |                                                                          |           |
| K1 200 m  | Petter Öström                                                                        | 35"217    | Marko Dragosavljević                                                   | 35"537    | Tom Liebscher                                                            | 35"742    |
| K1 500 m  | René Holten Poulsen                                                                  | 1'41"506  | Miklós Dudás                                                           | 1'42"496  | Max Hoff                                                                 | 1'42"696  |
| K1 1000 m | René Holten Poulsen                                                                  | 3'27"225  | Max Hoff                                                               | 3'28"435  | Josef Dostál                                                             | 3'28"910  |
| K1 5000 m | Max Hoff                                                                             | 19'52"304 | Fernando Pimenta                                                       | 19'57"982 | René Holten Poulsen                                                      | 20'05"102 |
| K2 200 m  | Russia Jurij Postrigaj Aleksandr D'jačenko                                           | 31"994    | Germania Ronald Rauhe Jonas Ems                                        | 32"564    | Francia Sébastien Jouve Maxime Beaumont                                  | 32"654    |
| K2 500 m  | Germania Max Rendschmidt Marcus Groß                                                 | 1'32"389  | Serbia Simo Boltić Marko Dragosavljević                                | 1'33"089  | Polonia Paweł Szandrach Mariusz Kujawski                                 | 1'33"144  |
| K2 1000 m | Germania Max Rendschmidt Marcus Groß                                                 | 3'10"337  | Russia Il'ja Medvedev Anton Rjachov                                    | 3'10"512  | Rep. Ceca Daniel Havel Jan Štěrba                                        | 3'11"687  |
| K4 1000 m | Rep. Ceca Daniel Havel Josef Dostál Lukáš Trefil Jan Štěrba                          | 2'55"806  | Portogallo Fernando Pimenta Emanuel Silva João Ribeiro David Fernandes | 2'56"856  | Ungheria Zoltán Kammerer Tamás Kulifai Dávid Tóth Dániel Pauman          | 2'57"711  |

### Donne
| Evento    | Oro                                                                 | Tempo     | Argento                                                                  | Tempo     | Bronzo                                                                            | Tempo     |
| Canoa     |                                                                     |           |                                                                          |           |                                                                                   |           |
| C1 200 m  | Marija Kazakova                                                     | 51"709    | Stanilija Stamenova                                                      | 51"814    | Kincső Takács                                                                     | 52"469    |
| C2 500 m  | Ungheria Zsanett Lakatos Kincső Takács                              | 2'09"316  | Russia Natal'ja Marasanova Anastasija Ganina                             | 2'10"581  | Ucraina Natalija Žyljuk Dar'ja Motova                                             | 2'22"281  |
| Kayak     |                                                                     |           |                                                                          |           |                                                                                   |           |
| K1 200 m  | Marta Walczykiewicz                                                 | 42"549    | Teresa Portela                                                           | 42"594    | Nataša Dušev-Janić                                                                | 42"809    |
| K1 500 m  | Dalma Ružičić-Benedek                                               | 1'52"758  | Danuta Kozák                                                             | 1'53"133  | Katrin Wagner-Augustin                                                            | 1'53"698  |
| K1 1000 m | Dalma Ružičić-Benedek                                               | 3'54"225  | Henriette Hansen                                                         | 3'57"680  | Erika Medveczky                                                                   | 3'58"305  |
| K1 5000 m | Renáta Csay                                                         | 22'49"691 | Louisa Sawers                                                            | 22'53"360 | Eva Barrios                                                                       | 23'07"192 |
| K2 200 m  | Ungheria Katalin Kovács Nataša Dušev-Janić                          | 39"363    | Polonia Karolina Naja Beata Mikołajczyk                                  | 39"418    | Romania Roxana Borha Iuliana Ţăran                                                | 39"543    |
| K2 500 m  | Polonia Karolina Naja Beata Mikołajczyk                             | 1'44"674  | Germania Franziska Weber Tina Dietze                                     | 1'45"484  | Ungheria Katalin Kovács Nataša Dušev-Janić                                        | 1'45"849  |
| K2 1000 m | Polonia Karolina Naja Beata Mikołajczyk                             | 3'36"410  | Germania Carolin Leonhardt Conny Waßmuth                                 | 3'37"245  | Romania Irina Lauric Bianca Plesca                                                | 3'38"835  |
| K4 500 m  | Ungheria Anna Kárász Katalin Kovács Danuta Kozák Nataša Dušev-Janić | 1'31"114  | Germania Franziska Weber Katrin Wagner-Augustin Verena Hantl Tina Dietze | 1'32"509  | Bielorussia Aljaksandra Hryšyna Vol'ha Chudzenka Nadzeja Papok Marharyta Ciškevič | 1'32"524  |

## Medagliere
| Pos.   | Paese         | Oro | Argento | Bronzo | Totale |
| ------ | ------------- | --- | ------- | ------ | ------ |
| 1      | Russia        | 5   | 2       | 1      | 8      |
| 2      | Germania      | 4   | 5       | 4      | 13     |
| 3      | Ungheria      | 4   | 3       | 5      | 12     |
| 4      | Polonia       | 3   | 2       | 4      | 9      |
| 5      | Rep. Ceca     | 3   | 0       | 2      | 5      |
| 6      | Serbia        | 2   | 2       | 0      | 4      |
| 7      | Danimarca     | 2   | 1       | 1      | 4      |
| 8      | Bielorussia   | 1   | 2       | 1      | 4      |
| 9      | Lituania      | 1   | 0       | 0      | 1      |
| 9      | Svezia        | 1   | 0       | 0      | 1      |
| 11     | Romania       | 0   | 2       | 4      | 6      |
| 12     | Portogallo    | 0   | 2       | 0      | 2      |
| 13     | Francia       | 0   | 1       | 1      | 2      |
| 13     | Spagna        | 0   | 1       | 1      | 2      |
| 15     | Azerbaigian   | 0   | 1       | 0      | 1      |
| 15     | Bulgaria      | 0   | 1       | 0      | 1      |
| 15     | Gran Bretagna | 0   | 1       | 0      | 1      |
| 18     | Ucraina       | 0   | 0       | 2      | 2      |
| Totale | Totale        | 26  | 26      | 26     | 78     |